# Hans-Peter Friedrich

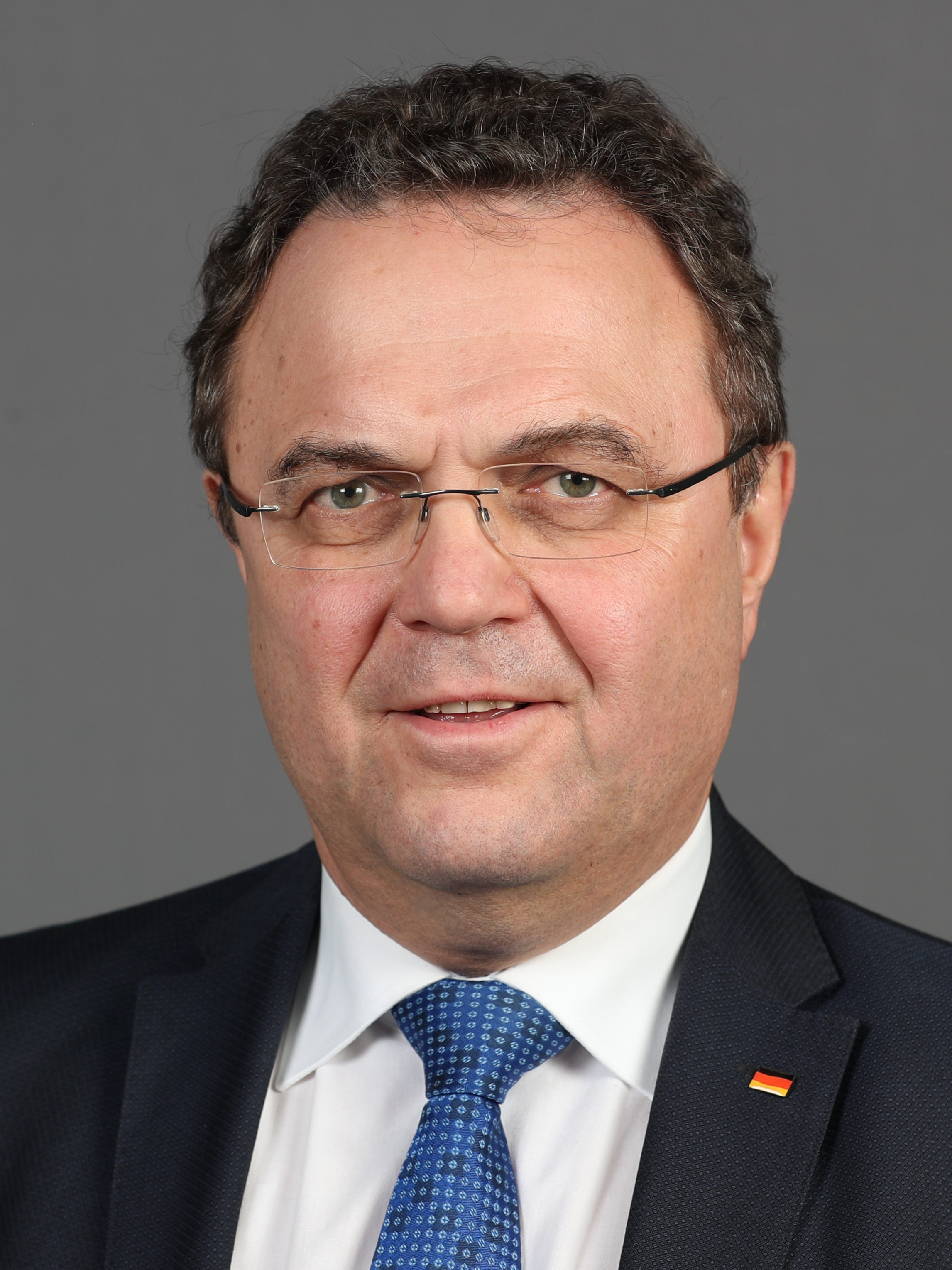
Hans-Peter Friedrich (2020)

Hans-Peter Friedrich (* 10. März 1957 in Naila) ist ein deutscher Politiker (CSU) und war von 1998 bis 2025 Mitglied des Deutschen Bundestages. Er war von 2011 bis 2013 Bundesminister des Innern und von 2017 bis 2021 Vizepräsident des Deutschen Bundestages.
Friedrich war ab 1988 als Beamter im Bundeswirtschaftsministerium tätig, bis er 1998 als Mitglied des Deutschen Bundestags in die Politik wechselte. Von 2005 bis 2011 war Friedrich stellvertretender Vorsitzender der CDU/CSU-Bundestagsfraktion, ab 2009 außerdem Vorsitzender der dortigen CSU-Landesgruppe. Von März 2011 bis Oktober 2013 war er Bundesminister des Innern in der schwarz-gelben Regierung Merkel II.
Nachdem Friedrich im September 2013 zusätzlich die kommissarische Leitung des Bundeslandwirtschaftsministeriums übernommen hatte, gehörte er der im Dezember 2013 gebildeten Großen Koalition Merkel III als Bundesminister für Ernährung und Landwirtschaft an. Bereits im Februar 2014 erklärte er aufgrund der Edathy-Affäre aus seiner Zeit als Innenminister seinen Rücktritt und wurde danach erneut einer der stellvertretenden Vorsitzenden der Bundestagsfraktion. Nach der Bundestagswahl 2017 wurde Friedrich zum Vizepräsidenten des Deutschen Bundestages gewählt.

## Leben

### Ausbildung und Beruf
Hans-Peter Friedrich wurde 1957 als Sohn eines Verwaltungsangestellten in Naila in Oberfranken geboren. Nach dem Abitur 1978 am Gymnasium in Naila leistete Friedrich zunächst von 1978 bis 1979 den Grundwehrdienst ab und absolvierte ab 1979 ein Studium der Rechtswissenschaft in München und Augsburg, das er 1983 mit dem ersten juristischen Staatsexamen beendete. Nach dem anschließenden Referendariat bestand er 1986 das zweite juristische Staatsexamen. An der Universität Augsburg studierte er von 1984 bis 1986 (Vordiplom) Wirtschaftswissenschaften und anschließend von 1986 bis 1988 Volkswirtschaftslehre an der FernUniversität in Hagen (ohne Abschluss). 1988 wurde er an der Universität Augsburg bei Herbert Buchner (Zweitgutachter: Helmut Köhler) mit der Arbeit Die Testamentsvollstreckung an Kommanditanteilen zum Dr. jur. promoviert. 1988 trat Friedrich als Regierungsrat in den Dienst des Bundesministeriums für Wirtschaft ein. 1990 wurde er zur Wirtschaftsabteilung der Deutschen Botschaft in Washington abgeordnet. Ab 1991 wurde er wissenschaftlicher Mitarbeiter der CDU/CSU-Bundestagsfraktion und ab 1993 persönlicher Referent des CSU-Landesgruppenvorsitzenden Michael Glos. 1997 wurde er zum Ministerialrat befördert.

### Parteilaufbahn
1973 wurde Friedrich Mitglied der Jungen Union und 1974 der CSU. Friedrich war von 1999 bis zum Rücktritt Karl-Theodor zu Guttenbergs 2011 stellvertretender Vorsitzender der CSU Oberfranken. Nachdem er das Amt ab März 2011 kommissarisch ausgeübt hatte, wurde Friedrich im Juli 2011 zum neuen Bezirksvorsitzenden gewählt. Seit Herbst 2011 gehört er dem CSU-Parteipräsidium an.

### Abgeordnetentätigkeit
Seit 1998 ist Friedrich Mitglied des Deutschen Bundestages. Hier war er von 1999 bis 2002 stellvertretender Vorsitzender des Untersuchungsausschusses Parteispenden und von 2002 bis 2004 des Untersuchungsausschusses Wahlbetrug. Von 2002 bis 2005 war Friedrich außerdem Justitiar der CDU/CSU-Bundestagsfraktion.
Er gehörte als Vertreter der CSU den beiden Föderalismuskommissionen von Bundestag und Bundesrat an.
Am 29. November 2005 wurde er zum stellvertretenden Fraktionsvorsitzenden für die Bereiche Verkehr, Bau, Stadtentwicklung; Tourismus; Kommunalpolitik gewählt.
Hans-Peter Friedrich ist 1998 über die Landesliste Bayern und danach stets als direkt gewählter Abgeordneter des Wahlkreises Hof in den Bundestag eingezogen. Bei der Bundestagswahl 2013 erreichte er hier 55,1 % der Erststimmen, 2017 47,0 % und 2021 41,2 %. Im 17. Deutschen Bundestag war Friedrich eines von 12 Mitgliedern des Wahlausschusses, der die Hälfte der Richter des Bundesverfassungsgerichts bestimmt.
Nach dem Wechsel seines Vorgängers Peter Ramsauer ins Bundesministerium für Verkehr, Bau und Stadtentwicklung nach der Bundestagswahl 2009 wurde Friedrich Vorsitzender der CSU-Landesgruppe.
Im Februar 2014 wurde Friedrich erneut zum stellvertretenden Fraktionsvorsitzenden gewählt und ist für die Koordinierung der Europapolitik der CDU/CSU-Fraktion sowie für die Zusammenarbeit der nationalen Parlamente in Europa zuständig.
Im 19. Deutschen Bundestag war Friedrich Vizepräsident des Ältestenrats. Zudem gehörte er als stellvertretendes Mitglied dem Ausschuss Digitale Agenda sowie der Enquete-Kommission Künstliche Intelligenz an.
Im Juli 2024 teilte Friedrich mit, bei der Bundestagswahl 2025 nicht erneut zu kandidieren.

### Öffentliche Ämter

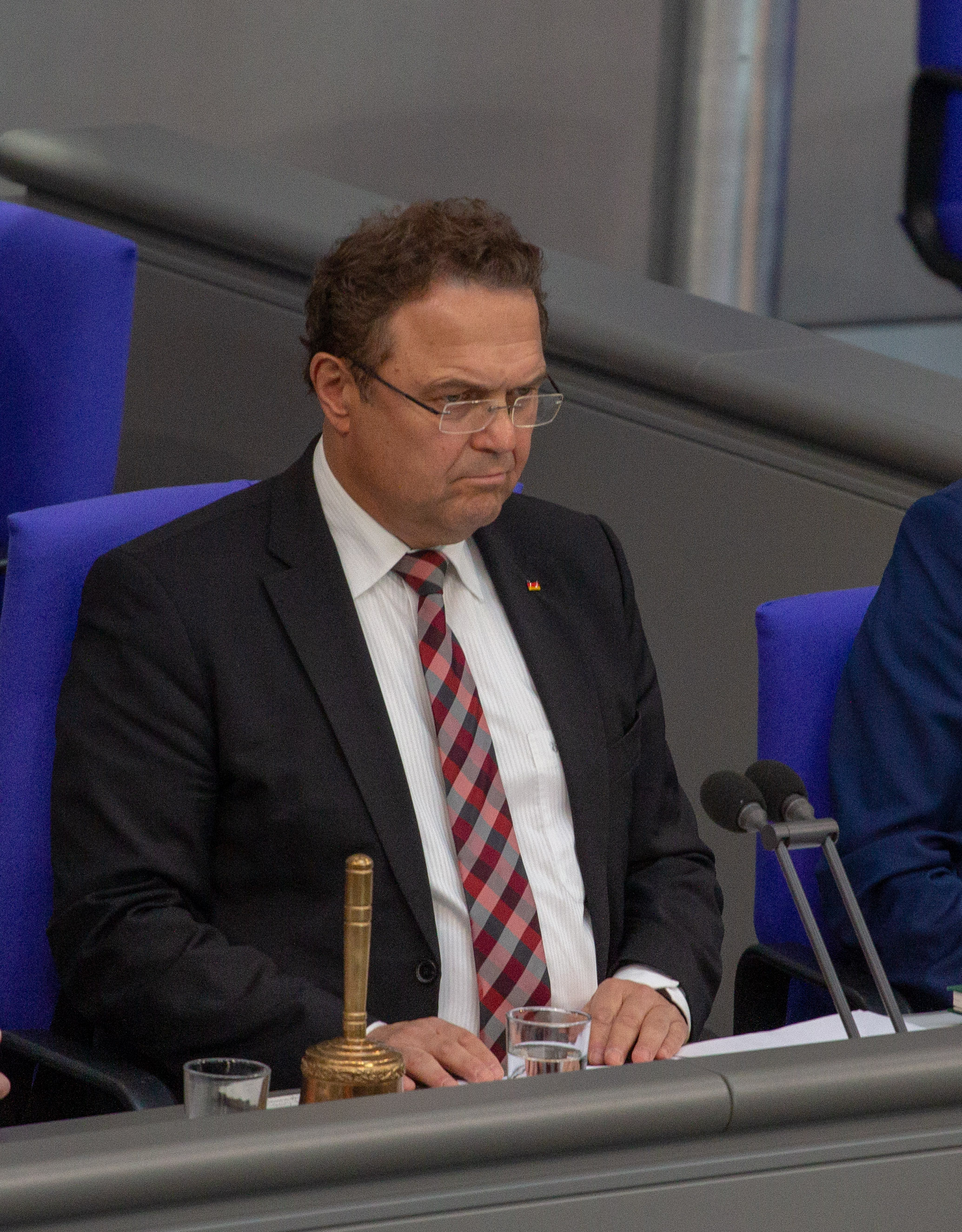
Hans-Peter Friedrich als Vizepräsident im Deutschen Bundestag (2019)

Nachdem Karl-Theodor zu Guttenberg am 1. März 2011 wegen einer Plagiatsaffäre, bei der Friedrich ihn in Schutz nahm, vom Amt des Verteidigungsministers zurückgetreten war, wurde der bisherige Innenminister Thomas de Maizière am 3. März zu Guttenbergs Nachfolger und Friedrich neuer Innenminister. Am 16. März 2011 wurde er vor dem Deutschen Bundestag vereidigt.
Am 28. März 2011 bekam Friedrich per Post eine Patrone zugesandt. Ein Bekennerschreiben der linksextremistischen Revolutionären Aktionszellen (RAZ) wurde im Internet veröffentlicht. Der Innenminister stehe für „staatliche Repression“, weiterhin wurde angedroht „die nächste Zustellung erfolgt per Express“.
Nach dem Wechsel von Ilse Aigner in die bayrische Landespolitik übernahm Friedrich im September 2013 kommissarisch die Leitung im Bundesministerium für Ernährung, Landwirtschaft und Verbraucherschutz. Am 17. Dezember 2013 wurde er im Kabinett Merkel III zum Bundesminister für Ernährung und Landwirtschaft ernannt und trat am 14. Februar 2014 als Reaktion auf drohende strafrechtliche Ermittlungen (siehe Abschnitt Vorwurf des Geheimnisverrats) von diesem Posten zurück.
Am 24. Oktober 2017 wurde Friedrich in der konstituierenden Sitzung des 19. Deutschen Bundestages mit 507 Ja-Stimmen zu einem der sechs Vizepräsidenten gewählt.

### Sonstiges Engagement
Friedrich war Beiratsmitglied bei der Stiftung Datenschutz und bei der Berlin University of Digital Science. Friedrich ist Mitglied der katholischen Studentenverbindung Ludovicia Augsburg im Kartellverband katholischer deutscher Studentenvereine. Zudem sitzt er im Kuratorium des Deutsch-Ungarischen Jugendwerkes, der Stiftung Familienunternehmen und ist zweiter Vorsitzender im Kuratorium der Stiftung Martinsberg. Weiterhin ist er Mitglied im Beirat der Friedrich-Baur-Stiftung, sowie Aufsichtsratsmitglied beim Münchener Verein Krankenversicherung. Beim BVMW, dem Bundesverband mittelständische Wirtschaft, ist er Mitglied des Politischen Beirates. Des Weiteren sitzt Friedrich im Präsidium des Wirtschaftsbeirates Bayern und ist Vorsitzender des Vorstandes des Vereins Wirtschaftsregion Hochfranken.

### Mitgliedschaften
Friedrich ist Mitglied der Atlantik-Brücke, der Deutschen Gesellschaft für Auswärtige Politik (DGAP), des Präsidiums des German Council on Foreign Relations und des „China-Brücke e. V.“

### Privates
Hans-Peter Friedrich ist evangelisch-lutherisch und war mit der Richterin Annette Friedrich verheiratet, mit der er drei erwachsene Kinder hat. Später war die Zollbeamtin und CSU-Kommunalpolitikerin Diana Troglauer, mit der er zwei gemeinsame Kinder hat, seine Lebensgefährtin. Die beiden heirateten 2018.

## Politische Positionen und Kritik

### Telekommunikation und Neue Medien
Friedrich ist Unterstützer der umstrittenen Quellen-Telekommunikationsüberwachung. Generell beabsichtigte er, die Befugnisse und Instrumente von Fahndern in den Neuen Medien auszubauen. Er hielt eine erweiterte „Kontrolle des Internets“ für unabdingbar und erklärte in diesem Zusammenhang, das Internet sei „ein wesentliches Instrument für die Radikalisierung von Menschen“. Friedrich forderte, dass die Internetbeobachtung als Modul in das Gemeinsame Abwehrzentrum gegen Rechtsextremismus (GAR), das heutige Gemeinsame Extremismus- und Terrorismusabwehrzentrum (GETZ), integriert wird.

#### Vorratsdatenspeicherung
Im April 2011 erklärte Friedrich, es dürfe im Internet keinen rechtsfreien Raum geben. Er forderte die Wiederaufnahme der aufgrund eines Beschlusses des Bundesverfassungsgerichtes ausgesetzten Vorratsdatenspeicherung. Das Quickfreeze-Verfahren lehnte er ab.
Friedrich erklärte in diesem Zusammenhang, 85 Prozent der Anfragen an Internetprovider im Zusammenhang mit Straftaten können nicht beantwortet werden, da die Daten nicht mehr vorhanden seien.
Aus Friedrichs Sicht können immer mehr schwerste Straftaten, von Mord bis Verbreitung von Kinderpornografie nicht mehr aufgeklärt werden. Kritiker der Datenspeicherung halten die These für hanebüchen.
Friedrich setzte sich für eine Speicherdauer für Handy- und Internetdaten von „mindestens“ sechs Monaten ein und begründete dies mit der bestehenden EU-Richtlinie, während das Bundesverfassungsgericht eine allgemeine Vorratsdatenspeicherung für verfassungswidrig erklärt hatte. Für die konkrete Umsetzung bot er aufgrund der Kontroversität des Themas Kompromissbereitschaft an. Friedrich sprach sich ferner dafür aus, den Begriff Vorratsdatenspeicherung durch den Begriff der „Mindestdatenspeicherung“ zu ersetzen.
Im Zuge der öffentlichen Debatte um den Nationalsozialistischen Untergrund im November 2011 forderte Friedrich erneut, die von der EU geforderte, aber vom Bundesverfassungsgericht für verfassungswidrig erklärte Vorratsdatenspeicherung einzuführen. So bezeichnete er diese als „wichtiges Instrument im Kampf gegen Terroristen und Schwerverbrecher“. Weiterhin zeige sich sowohl in diesem Fall als auch beim Aufspüren islamistischer Zellen „die Notwendigkeit der Vorratsdatenspeicherung“.
Im Juni 2012 nutzte Friedrich erneut eine öffentliche Diskussion, um für die Vorratsdatenspeicherung zu werben. Im Rahmen der Diskussion über eine Hetzkampagne auf Twitter gegen den deutschen Fußballnationalspieler Mesut Özil, gab er der nicht eingeführten Vorratsdatenspeicherung die Schuld am möglichen Misserfolg der Fahndung gegen die Verantwortlichen.

#### Einsatz des Bundestrojaners
Friedrich setzt sich ausdrücklich für Telekommunikationsüberwachung direkt am Computer durch den Einsatz des sogenannten Bundestrojaners ein. Nachdem der Chaos Computer Club (CCC) die Software untersuchte und eine bisher unbekannte Nachladefunktion veröffentlichte, kritisierte Friedrich diesen mit der Äußerung, der Chaos Computer Club „habe dem Chaos in seinem Namen alle Ehre gemacht“, weil durch diesen Missverständnisse entstanden seien, obwohl alle rechtlichen Rahmenbedingungen eingehalten wurden. Friedrich bestätigte, dass die Nachladefunktion des Staatstrojaners gewollt ist, und von den Überwachungsbehörden zum Nachladen weiterer Module verwendet wird.

#### Forderung nach Aufhebung der Anonymität im Internet
Friedrich forderte im August 2011 die Aufhebung der Anonymität im Internet. Anlass waren die Anschläge in Norwegen 2011 und das Bekanntwerden der Identität des norwegischen Bloggers Fjordman. Nach Kritik an seinen Äußerungen, die er als enttäuschend „dümmliche Reaktionen“ bezeichnete, bekräftigte er seine Forderung und betonte, dass das Netz nicht „gesetzlos“ werden dürfe.

#### Einrichtung desNationalen Cyber-Abwehrzentrums
Das Nationale Cyber-Abwehrzentrum (NCAZ) wurde 2011 von der Bundesregierung als Kooperation deutscher Sicherheitsbehörden zur Abwehr von Online-Angriffen auf kritische Infrastrukturen und die deutsche Wirtschaft gegründet. Es kooperieren unter anderem das Bundeskriminalamt, der Bundesnachrichtendienst, das Bundesamt für Verfassungsschutz, das Bundesamt für Bevölkerungsschutz und Katastrophenhilfe, das Bundesamt für Sicherheit in der Informationstechnik, die Bundespolizei, das Zollkriminalamt und die Bundeswehr. Da das NCAZ keine eigenständige Behörde, sondern eine „Kooperation“ ist, erfolgte die Einrichtung des Zentrums ohne Beteiligung des Bundestages.

#### Überwachungs- und Spionageaffäre 2013
Nach Bekanntwerden des US-amerikanischen Überwachungsprogramms PRISM bezweifelte Friedrich zunächst, dass das Überwachungsprogramm existiert. Später verteidigte Friedrich die Vereinigten Staaten gegen Kritik. Bezugnehmend auf die Äußerungen von Kabinettskollegin Leutheusser-Schnarrenberger formulierte er „So geht man nicht mit Freunden um, die im Kampf gegen den Terrorismus unsere wichtigsten Partner sind.“ Er habe keinen Grund, daran zu zweifeln, dass sich die USA an Recht und Gesetz hielten. Kritikern der amerikanischen Überwachungsmaßnahmen warf Friedrich eine „Mischung aus Antiamerikanismus und Naivität“ vor, die ihm „gewaltig auf den Senkel“ gehe. Nach eigenen Angaben habe Friedrich nichts von der weitreichenden Überwachung deutscher Bürger gewusst.
Im Rahmen einer Reise in die USA, mit dem Ziel Aufklärung über die NSA-Affäre zu erhalten, traf Friedrich den amerikanischen Vizepräsidenten Joe Biden, Justizminister Eric Holder und die Anti-Terrorbeauftragte Lisa Monaco. Im Anschluss an die Treffen erklärt er, es „wäre“ nicht akzeptabel, wenn amerikanische Nachrichtendienste „gegen deutsche Gesetze in Deutschland“ verstießen. Er kehrte mit der Auffassung zurück, er habe die Vorgänge geklärt. Friedrich erläuterte, PRISM sei „ein Programm, das ganz gezielt nach Begriffen im Bereich Terrorismus, Verbreitung von Massenvernichtungswaffen und organisierte Kriminalität sucht“. 45 Anschläge weltweit seien durch Informationen des US-Geheimdienstes verhindert worden, 25 davon in Europa und fünf in Deutschland. Friedrich erklärte ebenfalls im Kontext seiner Reise, dass PRISM nicht zur Wirtschaftsspionage gegen deutsche Unternehmen verwendet würde und dass er sehr froh sei, dass die USA auf ein seit 1968 bestehendes, die deutschen Dienste zur Zusammenarbeit verpflichtendes, Geheimabkommen ab sofort verzichten wollten. Er fasste seine Einschätzung wie folgt zusammen: „Dieser edle Zweck, Menschenleben in Deutschland zu retten, rechtfertigt zumindest, dass wir mit unseren amerikanischen Freunden und Partnern zusammenarbeiten, um zu vermeiden, dass Terroristen, dass Kriminelle in der Lage sind, unseren Bürgern zu schaden.“ Friedrichs Position stieß vonseiten sämtlicher Oppositionsparteien auf massive Kritik. Auch in der öffentlichen Debatte wurde Friedrich aufgrund seiner Aussagen vielfaches Ziel des Spottes. Wenige Tage später relativierte ein Sprecher Friedrichs dessen Aussage zu den zuvor behaupten fünf in Deutschland verhinderten Terroranschlägen. Er sprach stattdessen von „fünf Vorfällen“, deren Aufklärung „im Zusammenhang mit Prism“ gestanden hätten, teilweise hätten diese nur aus „Überlegungen“ bestanden. Im Rahmen der sich an seine Reise anschließenden öffentlichen Diskussion postulierte Friedrich ein „Supergrundrecht“ auf Sicherheit. Asyl für den Whistleblower Edward Snowden lehnt Friedrich ab, da dieser kein politisch Verfolgter sei.
Am 16. August 2013 erklärte Friedrich die NSA-Affäre für beendet. Er erklärte in diesem Zusammenhang: „Alle Verdächtigungen, die erhoben wurden, sind ausgeräumt.“ Es handelt sich bei der Snowden-Affäre um „falsche Behauptungen und Verdächtigungen, die sich in Luft aufgelöst haben (…) Wir können sehr zufrieden und auch sehr stolz darauf sein, dass unsere Nachrichtendienste bei unseren Verbündeten als leistungsfähige, bewährte und vertrauenswürdige Partner gelten.“
Im Januar 2014 erklärte er, dass er als Innenminister wichtigere Themen als die Überwachung durch die NSA gehabt habe.

#### Videoüberwachung
Im April 2013 nahm Friedrich den Anschlag auf den Boston-Marathon zum Anlass, mehr Geld für die Videoüberwachung in Deutschland zu fordern.

#### Überwachung des Autobahnverkehrs

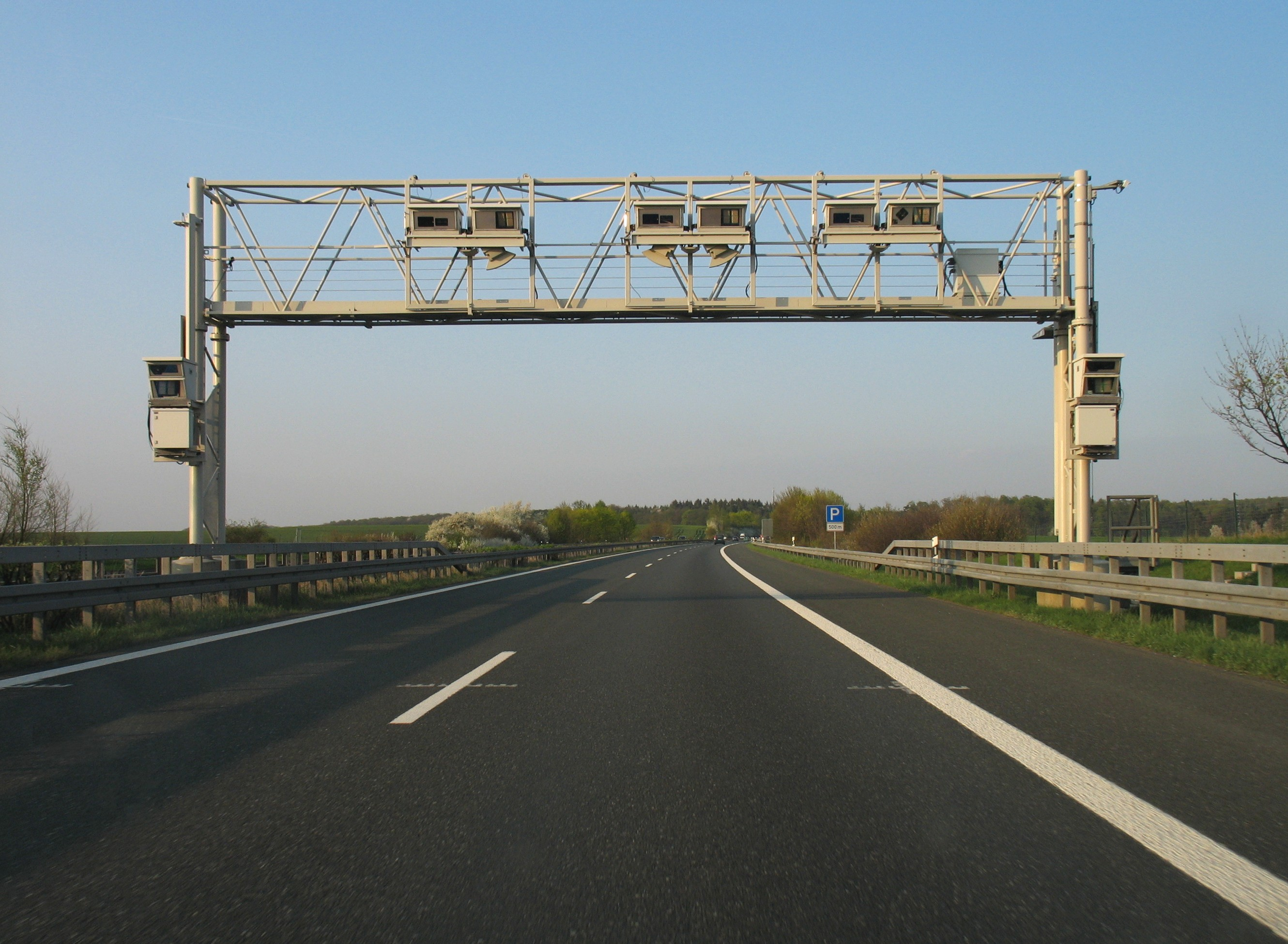
Kontrollbrücke an der A 81.

Im Herbst 2013 forderte Friedrich, im Rahmen der Koalitionsverhandlungen, weitergehende Befugnisse für deutsche Sicherheitsbehörden. Die Nutzung mehrerer Millionen Datensätze aus dem Mautsystem der Lkw-Maut in Deutschland solle die Verbrechensbekämpfung unterstützen. Zu diesem Zeitpunkt wurden an Mautkontrollpunkten auf 12.800 Kilometern Bundesautobahnen und 5400 Abschnitten Fahr- und -kontrolldaten von Millionen Fahrzeugen automatisch erfasst. Diese Daten des Betreiberkonsortiums Toll Collect dürfen ausschließlich zur Bezahlung der Lkw-Autobahngebühren verwendet werden. Diese strenge Zweckbindung wurde durch die Union kritisiert, insbesondere die Tatsache, dass eine Weitergabe an andere Ämter strikt untersagt ist. Ein dem Nachrichtenmagazin Der Spiegel vorliegendes 30-seitiges Verhandlungspapier erklärte in diesem Zusammenhang: „Damit haben Sicherheitsbehörden auch zur Aufklärung von Kapitalverbrechen oder zur Abwehr von Gefahren für Leib und Leben keinen Zugriff.“ Ziel sei nun die „Aufhebung der strengen Zweckbindung“. Die Pläne Friedrichs führten zu einer scharfen Ablehnung durch die Opposition. Peter Schaar, der Bundesbeauftragter für den Datenschutz und die Informationsfreiheit wandte sich explizit gegen eine Verwendung von Mautdaten zur Verbrechensbekämpfung. Er erklärte: „Den Umbau des Lkw-Mautsystems zu einem Überwachungssystem lehne ich ab … Bei der Einführung der Autobahnmaut vor zehn Jahren wurde hoch und heilig versprochen, dass das System nicht zur Überwachung eingesetzt wird und deswegen die gesammelten Daten ausschließlich für die Mautabrechnung verwendet werden.“ Die SPD lehnte den Vorschlag ebenfalls ab. Niedersachsens Innenminister Boris Pistorius (SPD) erklärte, dass die Maut-Systeme nur zu Abrechnungszwecken eingeführt wurden. „Eine Ausweitung der Befugnisse für die Sicherheitsbehörden wäre vollkommen unverhältnismäßig.“ Auf Unionsseite sprach sich der bayerische Ministerpräsident und CSU-Vorsitzende Horst Seehofer nachdrücklich gegen Friedrichs Pläne zur Weiterverwendung der Maut-Daten aus. Christine Haderthauer erklärte gegenüber Medien, Seehofer sei über den Vorstoß Friedrichs verärgert gewesen. Hintergrund war die von Seehofer vorangetriebene Einführung einer allgemeinen PKW-Maut. Friedrich rückte von seinen Forderungen schließlich ab.

### Islam in Deutschland
In seiner Eigenschaft als Innenminister erklärte Friedrich am Tag seines Amtsantritts: „Ich denke, dass die Menschen, die hier leben und islamischen Glaubens sind, natürlich auch Bürger hier in diesem Land sind und zu diesem Land gehören; dass aber der Islam zu Deutschland gehört, ist eine Tatsache, die sich auch aus der Historie nirgends belegen lässt“. Friedrichs Äußerung stieß auf Kritik der Oppositionsparteien und des Zentralrats der Muslime in Deutschland, die seine Aussage als eine Schwächung der Integrationsbestrebungen bewerteten.
Kurz darauf verlangte er, unter Hinweis auf das Attentat von Frankfurt, die Mitarbeit von Muslimen beim Aufspüren „gefährlicher Islamisten“. Beide Äußerungen wurden in den Medien, seitens muslimischer Organisationen und anderer Parteien kritisiert. Friedrich erklärte, nachdem infolge der Äußerungen Forderungen nach einem Boykott der von ihm verantworteten Islamkonferenz laut wurden, diese sei „keine Sicherheitskonferenz“ und solle es auch nicht werden. Erstes Ziel der Veranstaltungsreihe sei es, „einen breiten Dialog zwischen Staat und Muslimen zu pflegen“.
Später äußerte Friedrich einen revidierten Standpunkt.
Anfang 2012 geriet Friedrich wegen der kontrovers diskutierten Studie Lebenswelten junger Muslime in Deutschland in die Kritik. Die Studie, der u. a. von Justizministerin Sabine Leutheusser-Schnarrenberger methodische Schwächen unterstellt wurden, war trotz des brisanten Inhalts vor der offiziellen Veröffentlichung am 1. März exklusiv der Bild-Zeitung zur Verfügung gestellt worden. Die Bild-Zeitung gab besonders die in der Studie thematisierten negativen Aspekte wieder und bezeichnete sie am 29. Februar unter dem einseitigen und reißerischen Titel „Jeder fünfte Muslim in Deutschland will sich nicht integrieren“ als „Schock-Studie“. Dafür warf der Vorsitzende der Türkischen Gemeinde in Deutschland, Kenan Kolat, Friedrich Stimmungsmache gegen Muslime vor, ein Vorwurf, der ebenfalls vom Spiegel sowie der FAZ erhoben wurde. Auch der Zeitpunkt der Veröffentlichung, wenige Tage nach der Gedenkfeier für die durch den NSU Ermordeten, wurde kritisiert. Friedrich wie auch der Innenstaatssekretär Christoph Bergner hatten anschließend im ZDF respektive im Bundestag dementiert, dass die Studie vom Innenministerium an die Bild-Zeitung herausgegeben wurde. Im April 2012 wurde infolge einer parlamentarischen Anfrage im Bundestag bekannt, dass dies unzutreffend war und die Bild-Zeitung vom Innenministerium ein Vorabexemplar bekommen hatte.
Friedrich will mit Plakaten, Postkarten und Anzeigen im Stil von Vermisstenanzeigen ab dem 21. September 2012 gegen islamistische Radikalisierung werben.

### Einschätzung der Terrorbedrohung in Deutschland
Friedrich schätzt die Gefahr durch den internationalen Terrorismus in Deutschland als sehr hoch ein. Das Attentat, das der aus dem Kosovo stammende Arid Uka am 2. März 2011 auf zwei US-Soldaten am Frankfurter Flughafen verübte, bezeichnete Friedrich als den ersten vollendeten islamistischen Anschlag in der Bundesrepublik. In einem Rundfunkinterview sagte Friedrich, hinsichtlich der Maßnahmen zur Terrorbekämpfung könne Deutschland „von Israel lernen“.

### Gegen Rechtsextremismus
Nach den Ereignissen um die Zwickauer Zelle ab November 2011 hat Friedrich laut Euronews ein Zentralregister für gefährliche Neonazis geplant. Dabei sei der Gesetzentwurf ein „wichtiger Meilenstein“ und eine „nützliche Ergänzung“ gegen Rechtsextremismus. Die Datei soll ähnlich wie die Verbunddatei Islamistischer Extremismus angelegt sein. Sowohl Landes- als Bundesbehörden sollen Daten einspeisen und abrufen können, zu dem Verbund gehören neben dem Bundeskriminalamt und den Landeskriminalämtern auch sämtliche Verfassungsschutzbehörden und der Militärische Abschirmdienst. Die Rechtsgrundlage existiert zunächst nur bis Ende 2016 und soll vor Auslaufen evaluiert werden. Kritisiert wurde die Weigerung Friedrichs, ein behördenübergreifendes Verzeichnis von V-Leuten in der rechtsextremen Szene zu integrieren.
Ein weiteres Projekt, das Friedrich maßgeblich vorangetrieben hat, ist das Gemeinsame Abwehrzentrum gegen Rechtsextremismus (GAR). Ebenfalls nach dem Skandal um die rechtsterroristischen Morde des NSU etabliert, wurde es zunächst nach dem Vorbild des Gemeinsamen Terrorismus-Abwehrzentrums gestaltet und mit diesem im November 2012 zum Gemeinsamen Extremismus- und Terrorismusabwehrzentrum (GETZ) zusammengefasst. Auch hier soll die Kooperation von über 40 Behörden auf Bundes- und Landesebene, von Polizei und Verfassungsschutz gebündelt und damit verbessert werden.
Kritisiert wurde von Datenschützern und Bürgerrechtlern in beiden Projekten die erneute informationelle Kopplung von Polizei und Verfassungsschutz. Nicht zuletzt deshalb erhielt Hans-Peter Friedrich 2012 den Negativpreis Big Brother Award. In der Laudatio nannte der Bürgerrechtler Rolf Gössner neben der gemeinsamen Verbunddatei und dem (damals noch) GAR auch das Nationale Cyber-Abwehrzentrum und wies auf die Gemeinsamkeit der Projekte hin, polizeiliche, geheimdienstliche und sogar militärische Kompetenzen leichtfertig zusammenzulegen. Hier geschähe eine Machtkonzentration auf die Sicherheitsbehörden, die sich immer schwerer demokratisch kontrollieren werden lasse, so Gössner.
Im Zusammenhang mit dem zweiten NPD-Verbotsverfahren und den NSU-Morden bekundete Friedrich Sorgen wegen einer rechtsradikalen Unterwanderung Ostdeutschlands.

### Überwachung der Linkspartei durch den Verfassungsschutz
Friedrich verteidigte die im Januar 2012 bekannt gewordene umfassende Überwachung der Linkspartei durch den Verfassungsschutz. So gebe es innerhalb der Linkspartei „erhebliche Hinweise“ auf „verfassungsfeindliche Tendenzen“, weswegen die Spitzen der Partei beobachtet würden. Dabei verglich er die Überwachung der Linken mit der Überwachung der NPD. Wer fordere, dass Abgeordnete nicht mehr überwacht werden dürfen, der müsse „sofort auch die Beobachtung von NPD-Spitzenfunktionären einstellen. Und das könne ja nicht sein“. Dieser Vergleich löste in Linkspartei und Opposition Empörung aus, der ebenfalls überwachte Jan Korte forderte indirekt den Rücktritt Friedrichs, da er „das Problem noch nicht begriffen“ habe. Auch in den Medien wurde diese Äußerung Friedrichs in Meinungsartikeln kritisch beurteilt. Zuvor hatten mit Dirk Niebel und Sabine Leutheusser-Schnarrenberger auch schon Abgeordnete der FDP den Umfang der Überwachung der Linkspartei kritisiert.

### Griechische Staatsschuldenkrise
Friedrich plädierte in einem Interview mit dem Spiegel Ende Februar 2012 zur Schuldenkrise für einen Ausstieg Griechenlands aus der Euro-Zone und begründete seine Meinung damit, dass „[…] außerhalb der Währungsunion […] die Chancen Griechenlands, sich zu regenerieren und wettbewerbsfähig zu werden, mit Sicherheit größer (seien) als wenn das Land im Euro-Raum verbleibe […]“. Friedrich war der erste deutsche Minister, der diese Empfehlung so deutlich aussprach. Dafür wurde Friedrich u. a. von Bundeskanzlerin Angela Merkel gerügt, worauf Friedrich seine Aussagen teilweise zurücknahm.

### Entlassung der Bundespolizei-Führung
Im Juli 2012 entließ Friedrich den Präsidenten der Bundespolizei, Matthias Seeger, sowie seine beiden Stellvertreter ohne Angabe von Gründen aus ihren Ämtern. Friedrich wurde daraufhin für diesen Vorgang kritisiert, insbesondere auch weil die Betroffenen von ihren Entlassungen zuerst aus der Presse Kenntnis erlangten, bevor sie selbst unterrichtet wurden. Der innenpolitische Sprecher der SPD-Bundestagsfraktion, Michael Hartmann, nannte die Abberufung der Polizeispitze „sachlich unnötig, überflüssig und schädlich“. Die Bundestagsvizepräsidentin Petra Pau (Die Linke) sagte, sie habe für das Vorgehen von Friedrich „keine schlüssige Erklärung, außer dass er es offensichtlich überhaupt nicht kann“. Die Grünen-Vorsitzende Claudia Roth sprach von einem „stillosen Rauswurf“, der bezeichnend sei für die Personalpolitik des Innenministers und „einmal mehr seine Hilflosigkeit“ verdeutliche. Der Vorsitzende der Deutschen Polizeigewerkschaft Rainer Wendt bezeichnete den Führungswechsel als „schäbig und menschlich unanständig“. Der Vorsitzende der Gewerkschaft der Polizei Bernhard Witthaut wertete den Stil der Entlassungen als „vollkommen inakzeptabel“. Auch Seeger selbst kritisierte in einem Interview mit der Bild den Umgang mit ihm und bezeichnete das Verhalten als „unehrenhaft und geradezu beschämend“.

### Leistungen nach dem Asylbewerberleistungsgesetz
Das Bundesverfassungsgericht hat am 18. Juli 2012 die Höhe der Leistungen nach dem Asylbewerberleistungsgesetz (AsylbLG) für grundgesetzwidrig erklärt. Friedrich kritisierte das Urteil und empfahl den Bundesländern, weniger Barleistungen auszuzahlen.

### Einwanderung und Integration
Zur Bekämpfung von Einwanderern, die Sozialleistungen ausnutzen, meinte Friedrich: „Was dazukommt, ist, dass wir ihnen eine Einreisesperre für eine bestimmte Zeit auferlegen, damit sie am nächsten Tag nicht wiederkommen können.“ Des Weiteren fordert er eine Abschiebung von illegal tätigen Immigranten.
Friedrich hatte es abgelehnt, nach der Flüchtlingskatastrophe im Oktober 2013 vor Lampedusa mehr Flüchtlinge in Deutschland aufzunehmen.
Friedrich lehnt die Doppelte Staatsbürgerschaft ab und nannte diese „integrationshemmend“.
Während der Flüchtlingskrise in Europa 2015 kritisierte er die Medien und warnte vor einer neuen außerparlamentarischen Opposition. „Die veröffentlichte Meinung und die öffentliche Meinungen sind 180 Grad auseinander“, kritisierte er, die Medien machten auf „Willkommenskultur“, während „die Meinung auf der Straße“ fundamental davon abweiche.

### Bürgerkrieg in Syrien
Friedrich befürchtete während des Bürgerkrieges in Syrien die Ausbildung von al-Qaida-Terroristen. Außerdem sprach er sich gegen den Nachzug von Familienangehörigen aus Syrien nach Deutschland aus.

### Vorwurf des Geheimnisverrats
Im Zuge staatsanwaltschaftlicher Ermittlungen gegen den vormaligen Bundestagsabgeordneten Sebastian Edathy wurde im Februar 2014 bekannt, dass Hans-Peter Friedrich in seiner Funktion als Bundesinnenminister den SPD-Parteivorsitzenden Sigmar Gabriel bereits im Oktober 2013 über die laufenden Ermittlungen gegen Edathy informiert hatte. Die Staatsanwaltschaften in Hannover und Berlin prüften nach eigenen Angaben die Einleitung förmlicher Ermittlungen gegen Friedrich wegen Verrats von Dienstgeheimnissen, da er mit der Weitergabe dieser Information die Ermittlungen behindert habe.
Aufgrund des, wie er formulierte, gewachsenen Drucks trat Hans-Peter Friedrich am 14. Februar 2014 vom Amt des Bundeslandwirtschaftsministers zurück, verlieh aber seiner Überzeugung Ausdruck, dass er politisch und rechtlich richtig gehandelt habe, als er im Oktober 2013 den SPD-Vorsitzenden Sigmar Gabriel informiert habe. Der Staatsrechtswissenschaftler Joachim Wieland stützte seine Auffassung.
Am 25. Februar 2014 hat die Staatsanwaltschaft Berlin ein Ermittlungsverfahren wegen des Verdachts der Verletzung von Dienstgeheimnissen im Zusammenhang mit der Edathy-Affäre eingeleitet und auf Antrag die politische Immunität von Friedrich als Abgeordneter aufheben lassen. Die Staatsanwaltschaft gelangte zu dem Ergebnis, Friedrich habe rechtswidrig gehandelt, stellte das Verfahren aber im September 2014 wegen geringer Schuld ein.

### Sexuelle Übergriffe in der Silvesternacht 2015
Im Zusammenhang mit der Berichterstattung zu den sexuellen Übergriffen in der Silvesternacht 2015 äußerte sich Friedrich wie folgt:

„Warum wird hier nicht berichtet? Und es besteht der Verdacht, dass man glaubt, dass man solche Übergriffe insbesondere von Migranten und Ausländern deswegen nicht berichtet, weil man nach Möglichkeit die Bevölkerung nicht beunruhigen will.“

### Impfpflicht gegen Corona-Virus
Am 10. Dezember 2021 war er einer von fünf Abgeordneten der Unionsfraktion, die gegen einen Gesetzentwurf der Regierungskoalition aus SPD, FDP und Bündnis 90/Die Grünen stimmten, der eine Pflicht zur Impfung gegen das Corona-Virus für Beschäftigte aus bestimmten Arbeitsfeldern vorsah.

## Auszeichnungen
- 2012: Bayerischer Verdienstorden
- 2012: Big Brother Award (Negativpreis)
- 2012: Abschiebeminister (Negativpreis)[115]
- 2013: Verschlossene Auster (Negativpreis)
- 2015: Deutsches Feuerwehr-Ehrenkreuz in Gold[116]
- 2016: Bayerische Verfassungsmedaille in Silber
- 2016: Bundesverdienstkreuz 1. Klasse
- 2019: Komtur des Verdienstordens der Republik Ungarn
- 2021: Mittelkreuz des Verdienstordens der Republik Ungarn[117]